# Rijksbeschermd gezicht Steyl
Gezicht Steyl is een van rijkswege beschermd dorpsgezicht in Steyl in de Nederlandse provincie Limburg. De procedure voor aanwijzing werd gestart op 24 mei 2004. Het gebied werd op 16 juni 2008 definitief aangewezen. Het beschermd gezicht beslaat een oppervlakte van 115,5 hectare.
Panden die binnen een beschermd gezicht vallen krijgen niet automatisch de status van beschermd monument. Wel zal de gemeente het bestemmingsplan aanpassen om nieuwe ontwikkelingen in het gebied te reguleren. De gezichtsbescherming richt zich op de stedenbouwkundige en cultuurhistorische waardering van een gebied en wil het toekomstig functioneren daarvan veiligstellen.

## Topologie
Het gezicht behoort tot het rivierterras van het Maasdal, ontstaan door afzettingen van klei, zand en grind van de Maas. Door wisselende klimatologische omstandigheden stroomde de rivier sneller, wat leidde tot een diepere, uitgesleten rivierbedding. Dit gebeurde binnen de bestaande bedding, waardoor verschillende terrassen ontstonden. De steilranden landinwaarts bij de Duitse grens zijn feitelijk de oude oeverwallen van de Maas, tegenwoordig hoogterrassen geheten. Steyl ligt op het scheivlak van het laag- en middenterras, met vlakbij een dekzandrug. Het holocene Maasdal tussen Roermond en Arcen is smal, en de Maas ligt diep ingesneden in de Peelhorst, met ten oosten ervan de Venloslenk.

## Ontstaan
In de Romeinse tijd was het huidige dorp Steyl een kleine nederzetting nabij Tegelen, bestaande uit een groepje woningen en een kapel bij een aanlegsteiger en een veerovergang of doorwaadbare plaats.
Over het ontstaan van de naam Steyl bestaan verschillende opvattingen. Lange tijd werd aangenomen dat de benaming aen gen Steyl is afgeleid van "aan het veer", maar in jongere literatuur wordt verondersteld dat de naamgeving te maken heeft met de middeleeuwse visvangst op die plek. De Maasovergang bij Steyl geldt als een eeuwenoude verbinding; niet alleen tussen Tegelen en Baarlo, maar vooral ook tussen het Rijnland en de Meierij en Antwerpen.
In de late middeleeuwen was het gehucht een belangrijke overslagplaats voor [[mergel {sedimentologie)|mergel]]. Vanuit de haven van Steyl werden goederen over land richting het achterland getransporteerd tot in de 17e en 18e eeuw. Kooplieden lieten grote handelshuizen bouwen aan de steile Maasoevers, en Steyl kreeg geleidelijk het karakter van een handelsdorp. De familie De Rijk bouwde een aantal handels- en landhuizen, zoals het latere Sint-Jozefklooster Villa Moubis in 1810.
Door verzanding van de Maas is het veer halverwege de 18e eeuw zo'n 250 meter verlegd in noordelijke richting, waar het nu ligt. Na 1800 werde in Steyl vooral landinwaarts huizen gebouwd. In de tweede helft van de 19e eeuw nam de handel sterk af vanwege de komst van spoorlijnen. In die tijd kwam de aardewerkindustrie op, vooral in Tegelen. Ook in Steyl lagen een aantal pottenbakkerijen en aan de rand van de stuifzandberg werden enkele steenfabrieken gebouwd. De oude handels- en landhuizen werden omgebouwd tot herberg of raakten in verval. In 1859 werd de Sint-Rochuskerk gebouwd. De oude kapel uit 1676 werd opgekocht door een tabaksfabrikant en er werd een tabaksfabriekje in gevestigd.

## Religieuze vervolging
Steyl werd vanaf 1875 overspoeld door religieuzen die vooral uit Duitsland vluchtten omdat zij daar in die tijd werden vervolgd door Otto von Bismarck. Zij kochten bestaande boerderijen en handelshuizen op om ze om te vormen tot kloostercomplexen.
De Kulturkampf die van 1872 tot 1887 woedde, vond zijn oorzaak in de weerdstand die de Syllabus Errorum van paus Pius IX en de Quanta Cura onder liberalen en protestanten opriep. Von Bismarck beschouwde het als een oorlogsverklaring van de Rooms-Katholieke Kerk aan de moderne cultuur en wetenschap, tegen de nationale staat en tegen het liberalisme. De steeds verder opgedreven maatschappelijke tegenstellingen mondden uit op een overheidspolitiek die gericht was op een strenge scheiding aan te brengen tussen Kerk en Staat, en de kerkelijke invloed op het dagelijks leven te beperken. De belangrijkste onderdelen van dit streven tot strikte afgrenzing waren het Jesuitengesetz van 1872 (ontzegde Jezuïeten en aanverwante ordes de toegang tot Duits grondgebied) en het Klostergesetz van 1975 (alle ordes van de Rooms-Katholieke Kerk moesten van Duits grondgebied worden geweerd). Hierdoor waren zowel Nederlands Limburg als ook de Belgische provincie Luik erg in trek om zich te vestigen. Het Bisdom Roermond, waartoe Tegelen en Steyl ook behoren, werd het centrum van uitgeweken religieuze genootschappen. Men vestigde zich bij voorkeur vlak bij de Duitse grens, hopende op een snelle terugkeer naar Duits grondgebied zodra de Kulturkampf ten einde was. Deze kwam niet, waardoor Steyl een kloosterdrop werd en nog steeds is. Mede hierdoor komen overigens relatief veel Duitse namen voor in Tegelen en Steyl.